# Eois aberrans
Eois aberrans är en fjärilsart som beskrevs av Louis Beethoven Prout 1922. Eois aberrans ingår i släktet Eois och familjen mätare. Inga underarter finns listade i Catalogue of Life.